# Dischidia saccata
Dischidia saccata là một loài thực vật có hoa trong họ La bố ma. Loài này được Warb. mô tả khoa học đầu tiên năm 1904.